# Madame Victoria
Pour les articles homonymes, voir Victoria.
Madame Victoria est un roman de l'écrivaine québécoise Catherine Leroux, paru en 2015. L'ouvrage imagine, à partir d'un fait divers montréalais survenu en juin 2001 près de l'hôpital Royal Victoria, une série de vies possibles pour une femme décédée demeurée non identifiée.

## Genèse
Le 13 juin 2001, des restes squelettiques d'une femme sont découverts à proximité de l'hôpital Royal Victoria à Montréal. Faute d'identification, les enquêteurs la désignent comme « Madame Victoria ». Catherine Leroux dit avoir découvert l'affaire grâce à un reportage de l'émission Enquête, qui présentait les tentatives d'identification, notamment une reconstitution faciale en 3D et des analyses de cheveux, sans résultat concluant,. Les informations médico-légales relayées indiquent une femme blanche, post-ménopausée, atteinte d'ostéoporose et présentant des signes de malnutrition. Le squelette portait des vêtements de type uniforme hospitalier, sans que l'on sache si la personne était patiente ou employée. Déjà intéressée par une galerie de portraits de femmes, l'autrice conçoit alors un livre proposant plusieurs versions de la vie de cette inconnue,.

## Contenu
Le roman se compose d'une suite de récits offrant, à chaque chapitre, une incarnation différente de « Victoria ». Selon les épisodes, la protagoniste est jeune ou âgée, vit à des époques et dans des lieux variés, occupe des positions sociales contrastées et traverse des destins multiples. Des motifs récurrents viennent tisser des échos entre ces portraits. L'ensemble mêle plusieurs registres, de la science-fiction à la romance, tout en conservant un fil narratif centré sur l'issue connue du fait divers,. Les exemples évoqués par la critique font notamment apparaître une Victoria travailleuse du sexe assumant son métier, une autre liée à un passé d'espionnage et de performance en drag, ou encore une figure située dans un cadre préhistorique ou mythifié. L'ouvrage est également présenté comme une « collection de récits », chaque histoire étant autonome tout en participant à un projet d'ensemble.
Le livre interroge la place des femmes dont la vie et la voix sont occultées ou effacées socialement, ainsi que la manière dont la disparition et la mort résonnent avec l'ordinaire des existences. L'autrice explique que l'écriture a fait surgir les enjeux d'effacement des femmes « de multiples façons », tandis que le roman rappelle en filigrane la réalité des femmes disparues et jamais retrouvées,,. Le choix du prénom Victoria, employé par les enquêteurs comme équivalent de Jane Doe, joue aussi sur le paradoxe d'un nom très répandu devenu synonyme d'anonymat.

## Critique
Dans un compte rendu publié en 2015, La Presse salue la maîtrise formelle du roman, la crédibilité des incarnations proposées et le mélange de genres, tout en soulignant la manière dont l'ouvrage articule faits divers, enquête et histoires entremêlées. En 2018, le Montreal Gazette décrit un dispositif de douze versions d'une même destinée et insiste sur la diversité des styles explorés. Le journal estime que le livre mérite une large reconnaissance critique. Une critique publiée sur Fringe Arts met en avant le caractère accessible du livre, composé de vignettes brèves, tout en notant que la logique des variations peut d'abord paraître peu explicite à certains lecteurs.

## Traduction
Une traduction anglaise par Lazer Lederhendler paraît en 2018 chez Biblioasis, sous le même titre, Madame Victoria,.

## Prix
Catherine Leroux reçoit en 2016 le prix Adrienne-Choquette pour Madame Victoria.